# Castagnac
Castagnac en francés y oficialmente, en occitano Castanhac, es una localidad y comuna, situada en el departamento de Alto Garona y en la región de Mediodía-Pirineos.

## Demografía
| 300 | 264 | 212 | 188 | 161 | 204 |
| Para los censos de 1962 a 1999 la población legal corresponde a la población sin duplicidades (Fuente: INSEE [Consultar]) |     |     |     |     |     |

## Administración y política
Castagnac se integra en la Mancomunidad de Municipios del Volvestre (Communauté de Communes du Volvestre), en la que está representada por dos delegados.
El consistorio municipal (conseil municipal) se compone de once miembros, uno de ellos el alcalde.
En el referendo sobre la Constitución Europea ganó el no con un 73,65% de los votos.

## Economía
Según el censo de 1999, la distribución de la población activa por sectores era:
| agricultura | industria | construcción | servicios |
| ----------- | --------- | ------------ | --------- |
| 16,7%       | 5,6%      | 5,6%         | 72,2%     |